# West Liberty (Pensilvânia)
West Liberty é um distrito localizado no estado norte-americano de Pensilvânia, no Condado de Butler.

## Demografia
Segundo o censo norte-americano de 2000, a sua população era de 325 habitantes.
Em 2006, foi estimada uma população de 339, um aumento de 14 (4.3%).

## Geografia
De acordo com o United States Census Bureau tem uma área de
10,2 km², dos quais 10,1 km² cobertos por terra e 0,1 km² cobertos por água.

## Localidades na vizinhança
O diagrama seguinte representa as localidades num raio de 16 km ao redor de West Liberty.